# Demonax decorus
Demonax decorus là một loài bọ cánh cứng trong họ Cerambycidae.